# Economia de Porto Rico
A economia de Porto Rico é uma das mais dinâmicas do Caribe. Seu maior parceiro comercial são os Estados Unidos do qual Porto Rico é um território associado. O país possui uma política de incentivos tributários que motiva as empresas norte-americanas a investir no país.
O café e o tabaco são uma das culturas mais importantes, sendo seguido por produtos hortifrutigranjeiros. A agropecuária e a pesca ainda desempenham um importante papel na economia porto-riquenha. As principais indústrias da ilha são as de confecção, de máquinas e o turismo.
Porto Rico tem uma das economias mais dinâmicas e diversas da América Latina. Em meados do século XX, a economia portorriquenha estava dominado pela agricultura, especialmente o cultivo da cana-de-açúcar. No entanto, grandes investimentos em infra-estrutura e extensos programas de incentivo conseguiram transformá-la consideravelmente. Desde os anos 1960, têm se estabelecido na ilha numerosas empresas multinacionais das indústrias farmacéutica, eletrônica, têxtil, petroquímica, e, mais recentemente, de biotecnologia.
As autoridades tentaram desenvolver o país por meio da indústria de bens de consumo, aproveitando sua disponibilidade de mão-de-obra, mas mercado consumidor reduzido. Esta tentativa, contudo, falhou, com a recuperação dos mercados euruopeus depois da Segunda Guerra Mundial. O governo, na década de 1960, vendo como a ilha se aproximava de uma crise econômica e política, tentou resgatar economia por meia do investimento na indústria petroquímica. Porém, com a elevação dos preços do petróleo realizada pela OPEP, em 1973 (1° Choque do Petróleo), houve um agravamento da crise, levando à revisão do modelo econômico desenvolvido até então. Os governantes lançaram uma terceira alternativa que era a extensão de contribuições das corporações privadas por meio da secção 936 do Código das Rendas Internas. Em 2005, venceu o prazo dado às empresas acolhidas pelo Código de Rendas Internas dos Estados Unidos, secção 936. No entanto, alguns grupos políticos defendem que a crise existente em Porto Rico só se pode resolver por meio de um desenvolvimento integral da economia, que envolva a auto-suficiência agrícola, junto com o desenvolvimento de indústrias de alta tecnologia, mas que contribuam através de impostos.
Atualmente as manufaturas e o setor de serviços (incluindo o turismo), têm substituído a agricultura como principal fonte de divisas. Igualmente, a pecuária bovina e produção de laticínios tomaram o lugar da indústria açucareira como setor principal da agropecuária. A economia se desacelerou entre 2001 e 2003, devido à recessão da economia estadunidense. Em 2004, começou a se recuperar.
O governo de Aníbal Acevedo Vilá introduziu mudanças nos sistemas de impostos para normalizar a carga e distribuir mais eqüitativamente entre todos os setores da economia. Exemplo disso é a recente criação de um imposto sobre as vendas e uso (IVU ou "Sales Tax"), que flutuou entre 5.5 e 7% sobre as compras e os serviços durante os primeiros meses do seu estabelecimento, mas que, finalmente, em 2007, foi unificado em 7% em todo o território. O IVU foi estabelecido com o fim de tentar aliviar os problemas fiscais que afetam a ilha e evitar, assim, uma degradação na escala de valorização dos títulos de crédito de Porto Rico, o que encareceria o financiamento de projetos públicos. Este imposto se equilibrou com a eliminação da taxa de 6,6% que se cobrava nos pontos de importação. Isto porque tal sistema tributário não era de todo confiável e era de conhecimento público que não percebia as quantidades que deverian haver entrado ao erário, em sua maior parte por falta de pessoal para levar a cabo inspeções de carga e o tempo que requeria para estas inspeções.
Outra razão pela qual se estabeleceu o novo imposto à venda é o objetivo de reduzir de maneira drástica a tão mencionada "economia subterránea", cujo montante chegou a ser estimado pelo Banco de Desenvolvimento Governamental como, em números, equivalente à economia legal. Ao se requerer o registro de todo comerciante para legalizar a cobrança do IVU, tenta-se reducir a evasão contributiva. Também têm-se instituido outras mudanças, tais como a ampliação dos serviços de eletricidade e água, para reduzir os subsídios ganhos por agências semi-governamentais que os administram baixo monopólio legal. Novamente, a lógica é que estes serviços devem ser financiados a base do consumo, ao invés dos subsídios com fundos públicos, o qual afetava ainda mais o desequilíbrio da carga contributiva da classe assalariada.
Uma força econômica do país é a indústria musical. Apesar de ser um empreendimento privado, existem muitos cantores de sucesso oriundos dessa ilha que vendem mundialmente. Daddy Yankee, Zion y Lennox, Tony Dize, Wisin y Yandel, entre outros tem mercados nos Estados Unidos, México, América Central, América do Sul, França, Espanha e Portugal.
O país é o 42º no ranking de competitividade do Fórum Econômico Mundial.